# L'Exil (roman)
Pour les articles homonymes, voir Exil (homonymie).
L'Exil (titre original : Royal Exile) est le premier tome de la trilogie Valisar, de Fiona McIntosh publié en langue originale le 1er septembre 2008 et en France le 8 janvier 2009.

## Résumé du livre

### Introduction
Venue des grandes steppes du sud-ouest et menée par l'impitoyable et ambitieux Loethar, une terrifiante armée de mercenaires et renégats menace d'envahir le royaume de Penraven. Les deux royaumes voisins sont déjà tombés devant l'avancée du tyran, qui laisse derrière lui un sillon de dévastation et de vies brisées.
Penraven est la prise de guerre que désire par-dessus tout Loethar. Le royaume possède une grande richesse, un port sûr, un vaste littoral et d'abondante ressources naturelles ; mais le barbare ne convoite pas seulement le pays et la couronne. Guidé par des rêves d'empire, mû par son obsession croissante pour la magie, il projette de renverser le roi Brennus, huitième de la lignée Valisar, depuis le jour où il a entendu parler du pouvoir des Valisar : le pouvoir de coercition.
Tous les héritiers Valisar ont bénéficié de la sinistre habilité à plier les gens à leur moindres désirs, et Loethar est convaincu qu'en consumant ces personnes détentrices du pouvoir, il en prendra possession … et deviendra alors invincible.

### Résumé
L'Exil débute par la chute du royaume de Baronnel face aux hommes de Loethar, un chef de guerre barbare venu du fin fond des steppes Likuriennes dont la cible finale est le royaume de Penraven. L'homme s'illustre comme un guerrier sans pareil, se battant torse nu au cœur des combats en tête de ses hommes, puis comme un homme d'une cruauté infinie, en décapitant puis buvant le sang du roi vaincu après avoir fait massacrer la famille royale de Baronnel.
Maintenant que ses alliés sont tous tombés les uns après les autres, le roi Brennus de Penraven réalise que l'arrogance qui a longtemps aveuglé les seigneurs de l'Ensemble va leur couter à tous la vie, et mettre fin au monde qu'ils ont connu. Le petit chef tribal qu'ils ont négligé avec mépris s'avère un guerrier et stratège imbattable face à qui aucune armée ne peut résister. Dans l'attente de l'attaque finale contre Brighthelm, capitale de Penraven, le roi assiste à la naissance de sa fille, trop faible pour survivre. Le Légat Regor de Vis et ses fils, les jumeaux Corbel et Gavriel, sont convoqués pour prendre connaissance du plan de la dernière chance élaboré par le vieux roi : Corbel doit mettre fin à la vie du nouveau-né tandis que Gavriel doit protéger le prince Leonel, héritier légitime de Penraven, alors âgé de seulement douze ans.
Devant les murailles de Brighthelm, lors de prétendus pourparlers de paix, Loethar fait une nouvelle fois démonstration de sa cruauté, tuant Regor de Vis un coup d'épée qui lui fend le crâne en deux. Profitant de la trahison d'un soldat penravien, les barbares s'emparent rapidement de la ville et du palais royal. Loethar prend place sur le trône, grandement assisté par l'ancien bras droit de la reine Iselda, le traitre Freath qui trahit les Valisar en échange de la Reine qui lui appartient désormais. Faisant un animal de compagnie de Piven, l'enfant adoptif des Valisar, le barbare commence son règne d'Empereur de l'Ensemble, ayant au préalable fait rôtir et mangé le corps du roi Brennus afin de s'en approprier la magie après le suicide de ce dernier.
Cachés dans les couloirs secrets qui courent à travers les murs du château, Gavriel et Leonel assistent à la scène, comme au meurtre de la reine par Freath qui la défenestre brutalement. Ils ne savent pas alors que Freath est toujours fidèle aux Valisar, et que son apparente trahison vise à le placer au sein de l'ennemi en attendant que le roi Leonel puisse revenir réclamer le trône qui lui revient de droit. Le meurtre de la Reine n'était qu'un autre suicide, la part qu'y prit Freath servant à renforcer sa couverture …
Alors que Corben rencontre le mystérieux Sergius et découvre une magie étrange, son jumeau Gavriel se terre dans les corridors secrets en compagnie du nouveau Roi Leonel, et tout en préparant leur évasion, ils apprennent de nombreux détails sur le nouveau maître de l'Ensemble. Celui-ci a fait rechercher et rassembler tous les Investis, les personnes douées de magie ou de compétences particulièrement uniques. Freath profite de sa nouvelle position pour choisir deux Investis qu'il utilisera comme gardes du corps ; il choisit Clovis et Kirin, qui peuvent respectivement voir l'avenir et sonder l'esprit des gens.
Loethar commence à faire montre de ses réels talents de meneur d'hommes et de son aptitude exemplaire à gouverner ; Freath découvre un homme bien plus complexe qu'il ne l'aurait pensé, un homme qui n'hésite pas à abandonner son aspect de barbare des steppes pour se raser la barbe, ôter ses piercings et se vêtir comme un habitant de l'Ensemble. Il se montre brutal et sanguinaire dans sa façon de gouverner, mais pas plus qu'il n'est nécessaire pour parvenir à ses fins. Afin de tuer le plus rapidement possible Leonel, l'héritier de Penraven en fuite, Loethar ordonne de décapiter tous les garçons penraviens de l'âge du prince. En cela il se montre avisé, cet plan monstrueux lui permettant à la fois de retourner le peuple contre le prince et l'amener à le livrer à lui, et d'assouvir l'insatiable soif de sang de son demi-frère Stracker, désormais général de l'armée barbare.
Il annonce également son souhait d'intégrer le royaume de Droste à l'Ensemble en prenant pour épouse Valya, princesse de Droste et depuis longtemps son amante, décision qui n'est guère du goût de Dara Negev, la mère de Loethar qui vient de parvenir à Brighthelm. Valya semble être à l'origine de la conquête des royaumes de l'Ensemble par Loethar.
De son côté, Freath s'attelle à d'autres tâches capitales : sauver le roi en exil, et lui trouver son égide. Pour réussir la première, il met au point un stratagème qui ne plaît pas du tout à Kirin : ramener à Loethar la tête d'un autre enfant qu'il fera passer pour celle du jeune roi. Un plan très risqué car Loethar, de nature très suspicieuse, demande à différent témoins l'identification du roi parmi plusieurs têtes tranchées… plan risqué qui réussit grâce l'étonnante intervention magique de Kirin.
Le vrai roi n'est guère loin… à pied et sans provisions, les deux garçons ont quitté le château en se faisant repérer par Valya qui, bien qu'un peu tard, a donné l'alerte, lançant à leurs trousses de nombreux guerriers. Gavriel blessé après un accrochage avec deux braconniers, les deux jeunes hommes épuisés et affamés bénéficient de l'aide de Lily et de son père lépreux qui vivent en ermites dans la forêt. Après avoir trompé une patrouille de barbares, Lily guide Gavriel et Leo vers leur objectif : la forêt au nord de Penraven, dans l'espoir de rencontrer le bandit de grands chemins Kilt Faris et de se mettre sous sa protection.
Après avoir trouvé le bandit, ou plutôt après que ce dernier les a trouvés, les trois jeunes gens apprennent avec effarement qu'ils étaient attendus. Tel était le plan du rusé roi Brennus : parler suffisamment du renégat pour que son fils et héritier décide d'aller se réfugier auprès de lui, puisse prendre possession des objets qui lui reviennent de droit, et prêter serment de roi. Le roi Brennus avait ainsi confié à Kilt Faris Faeroe, l'épée des rois Valisar, ainsi qu'un médaillon qui lui permettrait de reconnaitre le jeune prince. En échange de la grâce royale, il avait obtenu de Faris qu'il protège l'héritier.
Le bandit guide le prince et ses compagnons jusqu'à la Pierre de Vérité, où le jeune prince prête serment à la déesse Cyrena, devenant le neuvième roi Valisar. La déesse lui apparaît, lui révélant certains détails capitaux: la survie de sa sœur, princesse de Penraven et porteuse de l'enchantement Valisar, et le fait que seul Corbel de Vis sache où elle se trouve. Gavriel, après une querelle amoureuse avec Lily, tombe entre les mains d'une patrouille de barbares qui lui brisent les deux pieds pour l'empêcher de fuir et le battent presque à mort. Une étrange femme le sauve.
L'Ensemble Denova se relève à peine de la guerre, Loethar prépare son mariage et envisage un long voyage en solitaire et incognito pour découvrir son nouvel empire. Gavriel, amnésique, s'éloigne avec sa bienfaitrice. Le nouveau roi Leonel doit reconquérir son royaume. Et pour cela, il doit retrouver Corbel et Gavriel de Vis, avec l'aide de Lily, Kilt Faris et sa troupe de bandits.